# Петля Нестерова (монета)
«Петля́ Не́стерова» — пам'ятна монета номіналом 5 гривень, випущена Національним банком України. Присвячена 100-річчю виконання фігури вищого пілотажу — «мертвої петлі», відомої також як «Петля Нестерова».
Монету введено в обіг 28 серпня 2013 року. Вона належить до серії «Інші монети».

## Опис та характеристики монети
| Номінал грн. | Метал      | Маса, грам | Діаметр, мм. | Якість виготовлення       | Гурт     | Тираж, штук |
| ------------ | ---------- | ---------- | ------------ | ------------------------- | -------- | ----------- |
| 5            | нейзильбер | 16,54      | 35,0         | спеціальний анциркулейтед | рифлений | 30 000      |

### Аверс
На аверсі монети розміщені: угорі напис півколом «НАЦІОНАЛЬНИЙ БАНК УКРАЇНИ», ліворуч малий Державний Герб України, у центрі на тлі декоративного планшета з планом польоту зображено портрет Петра Нестерова, праворуч від якого позначення року карбування монети — «2013»; унизу зазначено номінал монети — «5 ГРИВЕНЬ» та логотип Монетного двору Національного банку України.

### Реверс
На реверсі монети зображена стилізована композицію виконання Нестеровим на літаку «Ньюпор» знаменитої «мертвої петлі», усередині якої розміщені написи «ПЕТЛЯ/ 1913/ рік/ КИЇВ/ НЕСТЕРОВА», унизу — глядачів, зображення яких взято з київських листівок 1913 року.

## Автори

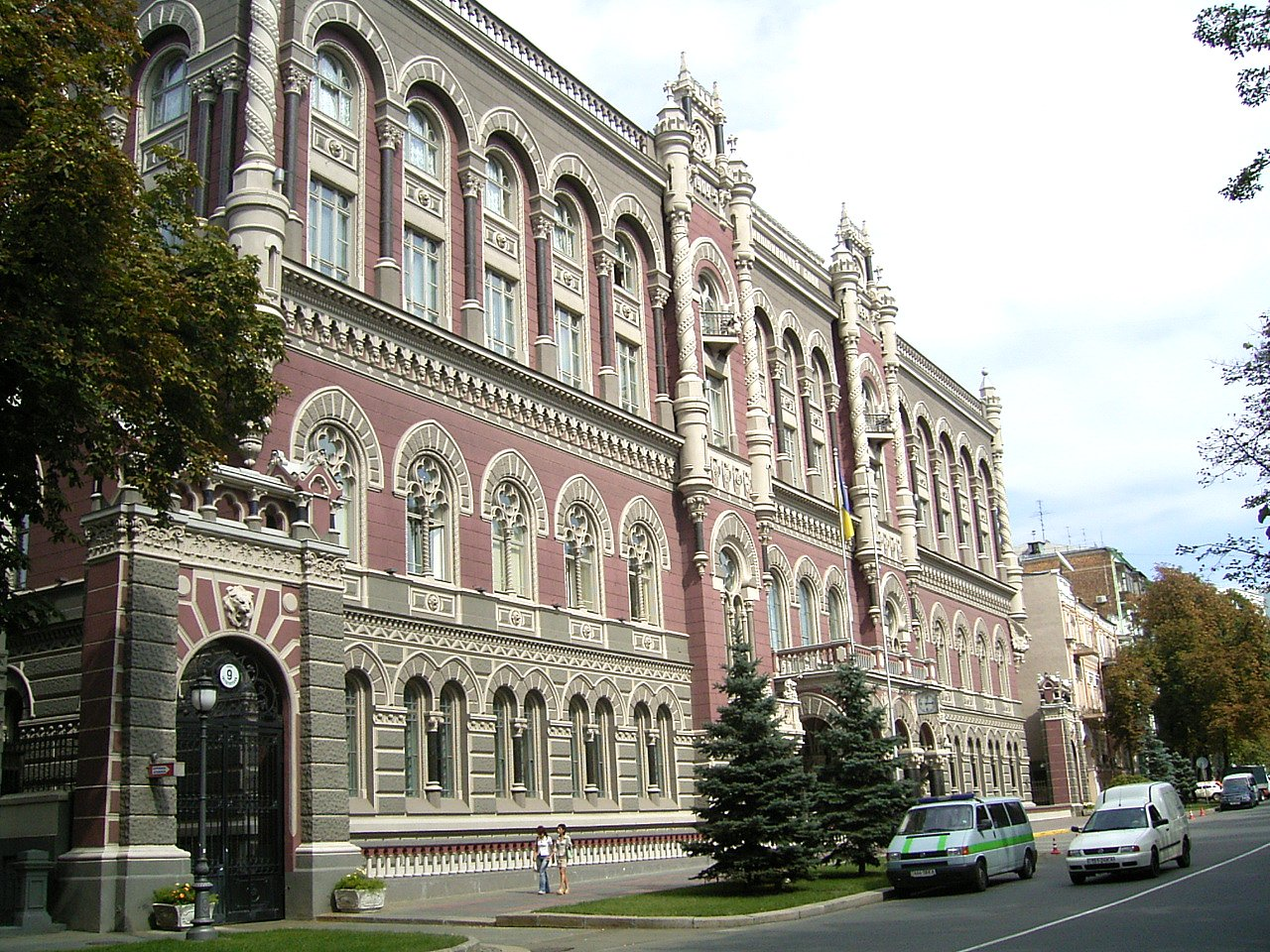
Будівля Національного банку України

- Художник — Іваненко Святослав.
- Скульптор — Іваненко Святослав.

## Вартість монети
Під час введення монети до обігу в 2013 році, Національний банк України реалізовував монету через свої філії за ціною 20 гривень.
Фактична приблизна вартість монети, з роками змінювалася так:
| Рік        | 2014 | 2015 | 2016 | 2017 | 2018 | 2019 | 2020 | 2021 | 2022 | 2023 | 2024 | 2025 |
| ---------- | ---- | ---- | ---- | ---- | ---- | ---- | ---- | ---- | ---- | ---- | ---- | ---- |
| Ціна, грн. | 30   | 40   | 55   | 70   | 80   | 90   | 90   | 100  | 125  | 250  | 270  | 320  |